# Nicolás González Iramain
Nicolás González Iramain (Ciudad de La Rioja, 16 de julio de 1885 - Buenos Aires, 30 de enero de 1964) fue un abogado y escritor argentino que ejerció como juez y funcionario, y fue interventor federal de la provincia de Jujuy en el año 1942.

## Trayectoria
Hijo de Nicolás José González y de Micaela Iramain, se doctoró en jurisprudencia en la Universidad de Buenos Aires, de la que había egresado como abogado en 1910. También obtuvo el título de profesor de enseñanza secundaria. Fue funcionario judicial y secretario en un juzgado en la Capital Federal.
En 1923 fue nombrado ministro de Gobierno, Justicia e Instrucción Pública en la intervención federal de la provincia de Tucumán durante la gestión de Luis Roque Gondra como interventor. Pasó después a ser procurador fiscal ante los tribunales federales de la Nación, y en 1928 fue nombrado juez de primera instancia en la Capital Federal. En 1934 fue ascendido a miembro de la Cámara Federal de Apelaciones de la Capital Federal.
En 1942 fue nombrado interventor federal de la provincia de Jujuy. La provincia había sido intervenida por una crisis en la conformación de la Legislatura, que no pudo funcionar en absoluto, lo cual a su vez impedía la formación del Tribunal Electoral, el Tribunal de Cuentas y el Consejo General de Educación, e impedía que el gobernador contara con un presupuesto administrativo. Llegó a la provincia el 29 de enero de ese año, y al día siguiente declaró caducos los poderes ejecutivo y legislativo. Durante su breve mandato alcanzó a organizar y presidir las elecciones de legisladores provinciales y diputados nacionales, e incluso la elección de un senador nacional. Pero en cambio se negó a organizar la elección de gobernador, ya que se oponía al fraude electoral que los partidarios del gobierno nacional pretendían organizar. Por esa razón renunció a su cargo el 28 de abril del mismo año.
Falleció en el año 1964. Estaba casado como Alcira Tomé, con quien tuvo tres hijos.

## Obra escrita
- La unificación de fueros en la Capital y en la República (1910)
- Laxitud (1932)
- Cuestiones de Derecho Público y Privado (1935)
- Por el régimen federal (1938)
- Tres meses en Jujuy (1943)
- Del solar riojano (1945)
- Bajo la dictadura de junio (1946)